# Anticharis senegalensis
Anticharis senegalensis är en flenörtsväxtart som först beskrevs av Wilhelm Gerhard Walpers, och fick sitt nu gällande namn av Bhandari. Anticharis senegalensis ingår i släktet Anticharis och familjen flenörtsväxter. Inga underarter finns listade i Catalogue of Life.